# Norvégia a 2010. évi téli olimpiai játékokon

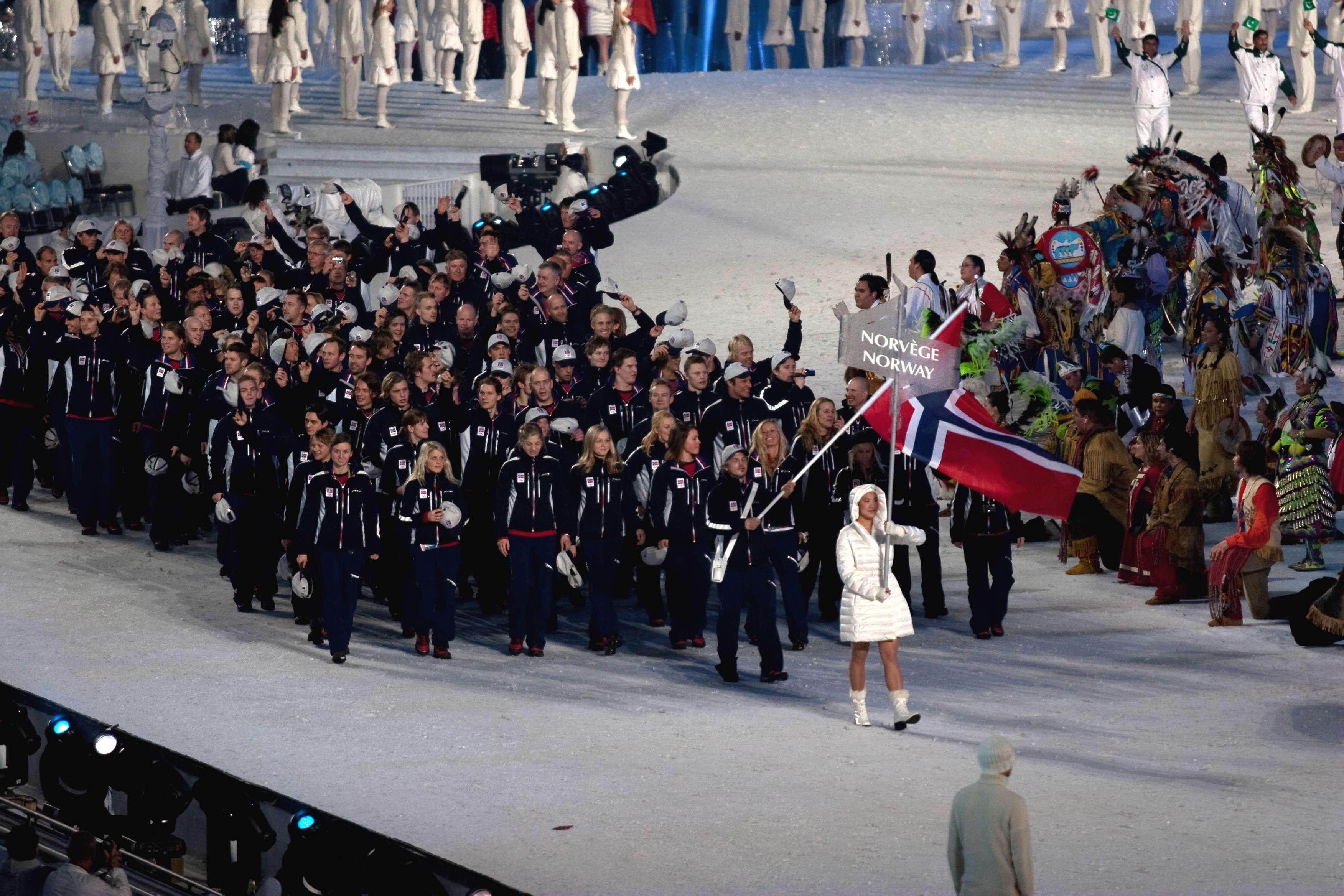
Norvégia olimpiai küldöttsége a megnyitón

Norvégia a kanadai Vancouverben megrendezett 2010. évi téli olimpiai játékok egyik részt vevő nemzete volt. Az országot az olimpián 11 sportágban 95 sportoló képviselte, akik összesen 23 érmet szereztek.

## Érmesek
| Érem  | Versenyző                                                                        | Sportág        | Versenyszám                  |
| ----- | -------------------------------------------------------------------------------- | -------------- | ---------------------------- |
| Arany | Aksel Lund Svindal                                                               | Alpesisí       | Férfi szuperóriás-műlesiklás |
| Arany | Emil Hegle Svendsen                                                              | Biatlon        | Férfi 20 km egyéni indításos |
| Arany | Halvard Hanevold Tarjei Bø Emil Hegle Svendsen Ole Einar Bjørndalen              | Biatlon        | Férfi 4 × 7,5 km váltó       |
| Arany | Tora Berger                                                                      | Biatlon        | Női 15 km egyéni indításos   |
| Arany | Petter Northug                                                                   | Sífutás        | Férfi 50 km                  |
| Arany | Øystein Pettersen Petter Northug                                                 | Sífutás        | Férfi csapatsprint           |
| Arany | Marit Bjørgen                                                                    | Sífutás        | Női egyéni sprint            |
| Arany | Marit Bjørgen                                                                    | Sífutás        | Női 15 km                    |
| Arany | Vibeke Skofterud Therese Johaug Kristin Størmer Steira Marit Bjørgen             | Sífutás        | Női 4 × 5 km váltó           |
| Ezüst | Aksel Lund Svindal                                                               | Alpesisí       | Férfi lesiklás               |
| Ezüst | Kjetil Jansrud                                                                   | Alpesisí       | Férfi óriás-műlesiklás       |
| Ezüst | Emil Hegle Svendsen                                                              | Biatlon        | Férfi 10 km sprint           |
| Ezüst | Ole Einar Bjørndalen                                                             | Biatlon        | Férfi 20 km egyéni indításos |
| Ezüst | Thomas Ulsrud Torger Nergård Christoffer Svae Håvard Vad Petersson Thomas Løvold | Curling        | Férfi                        |
| Ezüst | Hedda Berntsen                                                                   | Síakrobatika   | Női krossz                   |
| Ezüst | Martin Johnsrud Sundby Odd-Bjørn Hjelmeset Lars Berger Petter Northug            | Sífutás        | Férfi 4 × 10 km váltó        |
| Ezüst | Marit Bjørgen                                                                    | Sífutás        | Női 30 km                    |
| Bronz | Aksel Lund Svindal                                                               | Alpesisí       | Férfi óriás-műlesiklás       |
| Bronz | Håvard Bøkko                                                                     | Gyorskorcsolya | Férfi 1500 m                 |
| Bronz | Audun Grønvold                                                                   | Síakrobatika   | Férfi krossz                 |
| Bronz | Petter Northug                                                                   | Sífutás        | Férfi egyéni sprint          |
| Bronz | Marit Bjørgen                                                                    | Sífutás        | Női 10 km                    |
| Bronz | Anders Bardal Tom Hilde Johan Remen Evensen Anders Jacobsen                      | Síugrás        | Csapat                       |

## Alpesisí

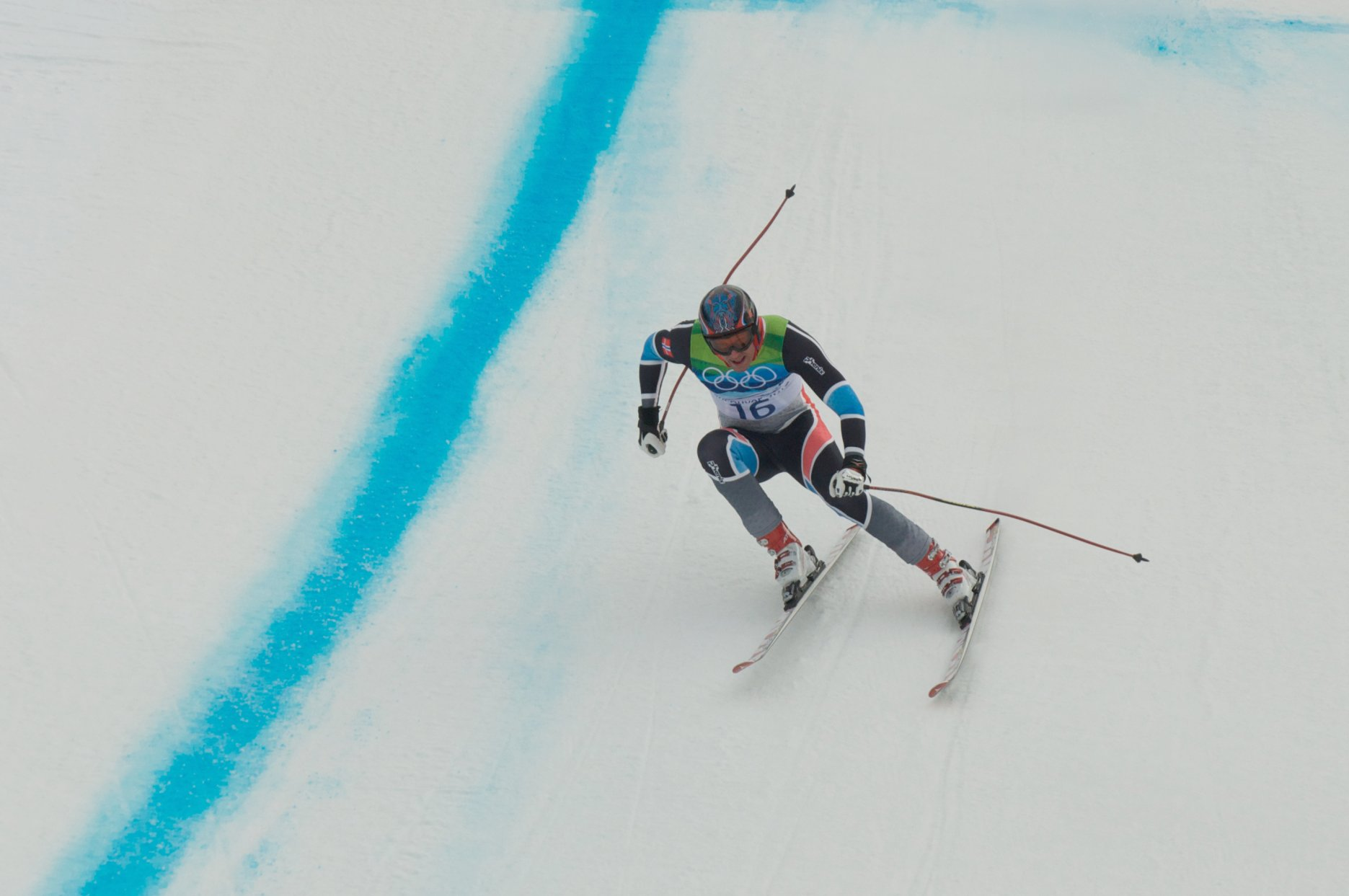
Aksel Lund Svindal a férfi lesiklás versenyén.

Férfi
| Versenyző            | Versenyszám            | 1. futam      | 1. futam      | 2. futam | 2. futam | Összesítés    | Összesítés    |
| Versenyző            | Versenyszám            | Idő           | Hely.         | Idő      | Hely.    | Idő           | Helyezés      |
| -------------------- | ---------------------- | ------------- | ------------- | -------- | -------- | ------------- | ------------- |
| Leif Kristian Haugen | Műlesiklás             | nem ért célba | nem ért célba | kiesett  | kiesett  | kiesett       | kiesett       |
| Leif Kristian Haugen | Óriás-műlesiklás       | 1:19,58       | 32.           | 1:22,20  | 28.      | 2:41,78       | 28.           |
| Kjetil Jansrud       | Lesiklás               |               |               |          |          | 1:56,69       | 31.*          |
| Kjetil Jansrud       | Műlesiklás             | 49,54         | 18.           | 52,03    | 15.*     | 1:41,57       | 17.           |
| Kjetil Jansrud       | Óriás-műlesiklás       | 1:18,07       | 11.           | 1:20,15  | 1.       | 2:38,22       |               |
| Kjetil Jansrud       | Szuperóriás-műlesiklás |               |               |          |          | 1:31,21       | 12.           |
| Truls Ove Karlsen    | Lesiklás               |               |               |          |          | 1:59,52       | 46.           |
| Truls Ove Karlsen    | Műlesiklás             | nem ért célba | nem ért célba | kiesett  | kiesett  | kiesett       | kiesett       |
| Truls Ove Karlsen    | Óriás-műlesiklás       | 1:18,93       | 23.           | 1:21,27  | 18.      | 2:40,20       | 21.           |
| Truls Ove Karlsen    | Szuperóriás-műlesiklás |               |               |          |          | nem ért célba | nem ért célba |
| Lars Elton Myhre     | Lesiklás               |               |               |          |          | 1:56,69       | 31.*          |
| Lars Elton Myhre     | Műlesiklás             | nem ért célba | nem ért célba | kiesett  | kiesett  | kiesett       | kiesett       |
| Lars Elton Myhre     | Szuperóriás-műlesiklás |               |               |          |          | 1:32,36       | 25.           |
| Aksel Lund Svindal   | Lesiklás               |               |               |          |          | 1:54,38       |               |
| Aksel Lund Svindal   | Óriás-műlesiklás       | 1:17,43       | 3.            | 1:21,01  | 8.       | 2:38,44       |               |
| Aksel Lund Svindal   | Szuperóriás-műlesiklás |               |               |          |          | 1:30,34       |               |

| Versenyző          | Versenyszám | Lesiklás | Lesiklás | Műlesiklás    | Műlesiklás    | Összesítés | Összesítés |
| Versenyző          | Versenyszám | Idő      | Hely.    | Idő           | Hely.         | Idő        | Helyezés   |
| ------------------ | ----------- | -------- | -------- | ------------- | ------------- | ---------- | ---------- |
| Kjetil Jansrud     | Összetett   | 1:55,44  | 18.      | 51,06         | 7.            | 2:46,50    | 9.         |
| Truls Ove Karlsen  | Összetett   | 1:57,32  | 37.      | 51,99         | 14.           | 2:49,31    | 22.        |
| Lars Myhre         | Összetett   | 1:55,44  | 19.      | nem ért célba | nem ért célba | kiesett    | kiesett    |
| Aksel Lund Svindal | Összetett   | 1:53,15  | 1.       | nem ért célba | nem ért célba | kiesett    | kiesett    |

Női
| Versenyző   | Versenyszám            | 1. futam      | 1. futam      | 2. futam      | 2. futam      | Összesítés | Összesítés |
| Versenyző   | Versenyszám            | Idő           | Hely.         | Idő           | Hely.         | Idő        | Helyezés   |
| ----------- | ---------------------- | ------------- | ------------- | ------------- | ------------- | ---------- | ---------- |
| Mona Løseth | Műlesiklás             | 54,53         | 37.           | nem ért célba | nem ért célba | kiesett    | kiesett    |
| Mona Løseth | Óriás-műlesiklás       | nem ért célba | nem ért célba | kiesett       | kiesett       | kiesett    | kiesett    |
| Mona Løseth | Szuperóriás-műlesiklás |               |               |               |               | 1:23,97    | 21.        |

| Versenyző   | Versenyszám | Lesiklás | Lesiklás | Műlesiklás | Műlesiklás | Összesítés | Összesítés |
| Versenyző   | Versenyszám | Idő      | Hely.    | Idő        | Hely.      | Idő        | Helyezés   |
| ----------- | ----------- | -------- | -------- | ---------- | ---------- | ---------- | ---------- |
| Mona Løseth | Összetett   | 1:27,72  | 24.      | 44,96      | 8.         | 2:12,68    | 13.        |

* - egy másik versenyzővel azonos eredményt ért el

## Biatlon
Férfi
| Versenyző                                                           | Versenyszám           | Lövőhiba    | Időeredmény | Helyezés |
| ------------------------------------------------------------------- | --------------------- | ----------- | ----------- | -------- |
| Ole Einar Bjørndalen                                                | 10 km sprint          | 4 (3+1)     | 25:48,9     | 17.      |
| Ole Einar Bjørndalen                                                | 12,5 km üldözőverseny | 2 (0+0+0+2) | 34:29,8     | 7.       |
| Ole Einar Bjørndalen                                                | 20 km egyéni          | 2 (0+1+0+1) | 48:32,0     |          |
| Ole Einar Bjørndalen                                                | 15 km tömegrajtos     | 7 (1+2+3+1) | 37:46,5     | 27.      |
| Tarjei Bø                                                           | 20 km egyéni          | 1 (1+0+1+1) | 51:51,5     | 21.      |
| Lars Berger                                                         | 10 km sprint          | 4 (2+2)     | 26:53,0     | 46.      |
| Lars Berger                                                         | 12,5 km üldözőverseny | 2 (0+0+0+2) | 35:37,2     | 23.      |
| Halvard Hanevold                                                    | 10 km sprint          | 1 (1+0)     | 26:07,7     | 24.      |
| Halvard Hanevold                                                    | 12,5 km üldözőverseny | 2 (1+1+0+0) | 35:13,1     | 17.      |
| Halvard Hanevold                                                    | 15 km tömegrajtos     | 3 (0+1+0+2) | 36:56,6     | 19.      |
| Alexander Os                                                        | 20 km egyéni          | 3 (0+0+2+1) | 52:19,8     | 28.      |
| Emil Hegle Svendsen                                                 | 10 km sprint          | 1 (1+0)     | 24:20,0     |          |
| Emil Hegle Svendsen                                                 | 12,5 km üldözőverseny | 4 (0+1+2+1) | 34:30,4     | 8.       |
| Emil Hegle Svendsen                                                 | 20 km egyéni          | 1 (0+0+0+1) | 48:22,5     |          |
| Emil Hegle Svendsen                                                 | 15 km tömegrajtos     | 3 (0+0+1+2) | 36:20,7     | 13.      |
| Halvard Hanevold Tarjei Bø Emil Hegle Svendsen Ole Einar Bjørndalen | 4 × 7,5 km váltó      | 7 (0+5 0+2) | 1:21:38,1   |          |

Női
| Versenyző                                                             | Versenyszám         | Lövőhiba    | Időeredmény | Helyezés |
| --------------------------------------------------------------------- | ------------------- | ----------- | ----------- | -------- |
| Liv-Kjersti Eikeland                                                  | 7,5 km sprint       | 4 (1+3)     | 22:51,9     | 70.      |
| Liv-Kjersti Eikeland                                                  | 15 km egyéni        | 5 (0+1+1+3) | 48:00,7     | 70.      |
| Ann Kristin Flatland                                                  | 7,5 km sprint       | 1 (0+1)     | 20:29,7     | 10.      |
| Ann Kristin Flatland                                                  | 10 km üldözőverseny | 1 (1+0+0+0) | 31:33,3     | 8.       |
| Ann Kristin Flatland                                                  | 15 km egyéni        | 2 (0+1+1+0) | 43:06,4     | 14.      |
| Ann Kristin Flatland                                                  | 12,5 km tömegrajtos | 4 (0+2+1+1) | 36:16,0     | 11.      |
| Gro Marit Istad Kristiansen                                           | 7,5 km sprint       | 5 (3+2)     | 22:41,0     | 66.      |
| Solveig Rogstad                                                       | 15 km egyéni        | 4 (2+1+0+1) | 46:55,1     | 61.      |
| Tora Berger                                                           | 7,5 km sprint       | 2 (1+1)     | 21:42,1     | 33.      |
| Tora Berger                                                           | 10 km üldözőverseny | 0 (0+0+0+0) | 31:07,2     | 5.       |
| Tora Berger                                                           | 15 km egyéni        | 1 (0+0+0+1) | 40:52,8     |          |
| Tora Berger                                                           | 12,5 km tömegrajtos | 4 (1+0+1+2) | 36:58,3     | 18.      |
| Liv-Kjersti Eikeland Ann Kristin Flatland Solveig Rogstad Tora Berger | 4 × 6 km váltó      | 3 (0+1 0+2) | 1:10:34,1   | 4.       |

## Curling

### Férfi
- Thomas Ulsrud
- Torger Nergaard
- Håvard Vad Petersson
- Christoffer Svae
- Thomas Løvold

#### Eredmények
Csoportkör
| Nemzet           | Szkip          | Gy | V | P+ | P- | Gy end | V end | D end | Saját rabolt endek | Ellenfél rabolt endek | Lökés % |
| ---------------- | -------------- | -- | - | -- | -- | ------ | ----- | ----- | ------------------ | --------------------- | ------- |
| Kanada           | Kevin Martin   | 9  | 0 | 75 | 36 | 36     | 28    | 14    | 2                  | 4                     | 85      |
| Norvégia         | Thomas Ulsrud  | 7  | 2 | 64 | 43 | 40     | 32    | 15    | 7                  | 1                     | 84      |
| Svájc            | Ralph Stöckli  | 6  | 3 | 53 | 45 | 35     | 33    | 20    | 8                  | 9                     | 81      |
| Svédország       | Niklas Edin    | 5  | 4 | 50 | 52 | 34     | 36    | 20    | 6                  | 8                     | 82      |
| Nagy-Britannia   | David Murdoch  | 5  | 4 | 57 | 44 | 35     | 29    | 20    | 9                  | 4                     | 81      |
| Németország      | Andy Kapp      | 4  | 5 | 48 | 60 | 35     | 38    | 11    | 9                  | 8                     | 75      |
| Franciaország    | Thomas Dufour  | 3  | 6 | 31 | 58 | 22     | 34    | 16    | 7                  | 13                    | 73      |
| Kína             | Vang Feng-csun | 2  | 7 | 52 | 60 | 37     | 37    | 9     | 7                  | 5                     | 77      |
| Dánia            | Ulrik Schmidt  | 2  | 7 | 40 | 57 | 31     | 29    | 12    | 6                  | 6                     | 78      |
| Egyesült Államok | John Shuster   | 2  | 7 | 43 | 59 | 32     | 41    | 18    | 9                  | 12                    | 76      |

- február 16., 9:00

| Sheet B            | Sheet B           | 1 | 2 | 3 | 4 | 5 | 6 | 7 | 8 | 9 | 10 | 11 | VE |
|                    | Norvégia (Ulsrud) | 0 | 0 | 1 | 0 | 3 | 0 | 0 | 0 | 0 | 2  | 0  | 6  |
| 1. end utolsó köve | Kanada (Martin)   | 0 | 3 | 0 | 2 | 0 | 0 | 0 | 0 | 1 | 0  | 1  | 7  |

- február 16., 19:00

| Sheet C            | Sheet C                    | 1 | 2 | 3 | 4 | 5 | 6 | 7 | 8 | 9 | 10 | 11 | VE |
| 1. end utolsó köve | Egyesült Államok (Shuster) | 0 | 0 | 0 | 1 | 0 | 0 | 2 | 0 | 2 | 0  | 0  | 5  |
|                    | Norvégia (Ulsrud)          | 0 | 1 | 0 | 0 | 1 | 0 | 0 | 2 | 0 | 1  | 1  | 6  |

- február 18., 9:00

| Sheet B            | Sheet B            | 1 | 2 | 3 | 4 | 5 | 6 | 7 | 8 | 9 | 10 | VE |
| 1. end utolsó köve | Németország (Kapp) | 0 | 1 | 0 | 1 | 0 | 1 | 0 | 0 | 1 | 0  | 4  |
|                    | Norvégia (Ulsrud)  | 1 | 0 | 2 | 0 | 2 | 0 | 1 | 0 | 0 | 1  | 7  |

- február 18., 19:00

| Sheet C            | Sheet C           | 1 | 2 | 3 | 4 | 5 | 6 | 7 | 8 | 9 | 10 | VE |
| 1. end utolsó köve | Norvégia (Ulsrud) | 2 | 0 | 0 | 1 | 0 | 1 | 0 | 1 | 0 | 2  | 7  |
|                    | Svájc (Stöckli)   | 0 | 0 | 1 | 0 | 1 | 0 | 1 | 0 | 1 | 0  | 4  |

- február 19., 14:00

| Sheet D            | Sheet D           | 1 | 2 | 3 | 4 | 5 | 6 | 7 | 8 | 9 | 10 | VE |
| 1. end utolsó köve | Norvégia (Ulsrud) | 1 | 0 | 1 | 0 | 0 | 1 | 0 | 2 | 0 | 2  | 7  |
|                    | Kína (Vang)       | 0 | 1 | 0 | 1 | 0 | 0 | 1 | 0 | 2 | 0  | 5  |

- február 20., 9:00

| Sheet A            | Sheet A           | 1 | 2 | 3 | 4 | 5 | 6 | 7 | 8 | 9 | 10 | VE |
|                    | Norvégia (Ulsrud) | 0 | 1 | 0 | 2 | 0 | 0 | 0 | 3 | 0 | X  | 6  |
| 1. end utolsó köve | Dánia (Schmidt)   | 0 | 0 | 1 | 0 | 1 | 0 | 0 | 0 | 1 | X  | 3  |

- február 21., 14:00

| Sheet B            | Sheet B           | 1 | 2 | 3 | 4 | 5 | 6 | 7 | 8 | 9 | 10 | VE |
| 1. end utolsó köve | Norvégia (Ulsrud) | 2 | 0 | 0 | 2 | 0 | 2 | 0 | 1 | 0 | 0  | 7  |
|                    | Svédország (Edin) | 0 | 3 | 0 | 0 | 1 | 0 | 2 | 0 | 1 | 1  | 8  |

- február 22., 9:00

| Sheet A            | Sheet A                | 1 | 2 | 3 | 4 | 5 | 6 | 7 | 8 | 9 | 10 | VE |
|                    | Franciaország (Dufour) | 0 | 0 | 0 | 1 | 0 | 1 | 0 | 0 | X | X  | 2  |
| 1. end utolsó köve | Norvégia (Ulsrud)      | 1 | 1 | 1 | 0 | 1 | 0 | 3 | 2 | X | X  | 9  |

- február 23., 14:00

| Sheet C            | Sheet C                  | 1 | 2 | 3 | 4 | 5 | 6 | 7 | 8 | 9 | 10 | VE |
| 1. end utolsó köve | Nagy-Britannia (Murdoch) | 0 | 3 | 0 | 1 | 0 | 0 | 0 | 1 | X | X  | 5  |
|                    | Norvégia (Ulsrud)        | 2 | 0 | 2 | 0 | 2 | 0 | 3 | 0 | X | X  | 9  |

Elődöntő
- február 25., 14:00

| Sheet D           | 1 | 2 | 3 | 4 | 5 | 6 | 7 | 8 | 9 | 10 | VE |
| Svájc (Stöckli)   | 0 | 0 | 0 | 1 | 0 | 2 | 0 | 1 | 0 | 1  | 5  |
| Norvégia (Ulsrud) | 0 | 1 | 1 | 0 | 2 | 0 | 1 | 0 | 2 | 0  | 7  |

Döntő
- február 27., 15:00

| Csapat            | 1 | 2 | 3 | 4 | 5 | 6 | 7 | 8 | 9 | 10 | VE |
| Kanada (Martin)   | 0 | 1 | 0 | 1 | 1 | 0 | 2 | 0 | 1 | 0  | 6  |
| Norvégia (Ulsrud) | 0 | 0 | 0 | 0 | 0 | 2 | 0 | 0 | 1 | 0  | 3  |

| Csapat   | Helyezés |
| -------- | -------- |
| Norvégia |          |

## Északi összetett
| Versenyző                                      | Versenyszám        | Síugrás | Síugrás | Síugrás    | Sífutás | Sífutás | Összesítés | Összesítés |
| Versenyző                                      | Versenyszám        | Pont    | Hely.   | Időhátrány | Idő     | Hely.   | Idő        | Helyezés   |
| ---------------------------------------------- | ------------------ | ------- | ------- | ---------- | ------- | ------- | ---------- | ---------- |
| Mikko Kokslien                                 | Normálsánc + 10 km | 101,5   | 42.     | +2:16      | 25:23,2 | 14.     | 27:39,2    | 32.        |
| Mikko Kokslien                                 | Nagysánc + 10 km   | 64,2    | 45.     | +4:11      | 25:23,9 | 12.     | 29:34,9    | 39.        |
| Magnus Moan                                    | Normálsánc + 10 km | 104,0   | 40.     | +2:06      | 24:16,7 | 1.      | 26:22,7    | 9.         |
| Magnus Moan                                    | Nagysánc + 10 km   | 91,7    | 28.     | +2:21      | 24:48,9 | 3.      | 27:09,9    | 15.        |
| Espen Rian                                     | Nagysánc + 10 km   | 104,2   | 19.     | +1:31      | 27:41,8 | 42.     | 29:12,8    | 35.        |
| Jan Schmid                                     | Normálsánc + 10 km | 110,0   | 33.     | +1:42      | 25:27,6 | 17.     | 27:09,6    | 23.        |
| Petter Tande                                   | Normálsánc + 10 km | 116,0   | 22.*    | +1:18      | 25:29,2 | 18.     | 26:47,2    | 17.        |
| Petter Tande                                   | Nagysánc + 10 km   | 109,8   | 10.*    | +1:09      | 25:02,2 | 6.      | 26:11,2    | 6.         |
| Jan Schmid Espen Rian Petter Tande Magnus Moan | Csapat             | 468,4   | 7.      | +0:51      | 49:34,9 | 5.      | 50:25,9    | 5.         |

* - egy másik versenyzővel azonos eredményt ért el

## Gyorskorcsolya
Férfi
| Versenyző                 | Versenyszám | Eredmény | Helyezés |
| ------------------------- | ----------- | -------- | -------- |
| Håvard Bøkko              | 1000 m      | 1:10,73  | 19.      |
| Håvard Bøkko              | 1500 m      | 1:46,13  |          |
| Håvard Bøkko              | 5000 m      | 6:18,80  | 4.       |
| Håvard Bøkko              | 10 000 m    | 13:14,92 | 5.       |
| Henrik Christiansen       | 5000 m      | 6:24,80  | 8.       |
| Henrik Christiansen       | 10 000 m    | 13:25,65 | 7.       |
| Mikael Flygind Larsen     | 1000 m      | 1:10,38  | 15.      |
| Mikael Flygind Larsen     | 1500 m      | 1:46,77  | 8.       |
| Sverre Haugli             | 5000 m      | 6:27,05  | 10.      |
| Sverre Haugli             | 10 000 m    | 13:18,74 | 6.       |
| Christoffer Fagerli Rukke | 1000 m      | 1:12,31  | 35.      |
| Christoffer Fagerli Rukke | 1500 m      | 1:48,62  | 20.      |
| Fredrik van der Horst     | 1500 m      | 1:49,58  | 29.      |

Női
| Versenyző    | Versenyszám | Eredmény | Helyezés |
| ------------ | ----------- | -------- | -------- |
| Maren Haugli | 3000 m      | 4:10,01  | 8.       |
| Maren Haugli | 5000 m      | 7:02,19  | 5.       |
| Hege Bøkko   | 1000 m      | 1:17,43  | 10.      |
| Hege Bøkko   | 1500 m      | 1:59,52  | 14.      |

Csapatverseny
| Versenyző                                                                    | Versenyszám | Negyeddöntő                                                     | Negyeddöntő | Elődöntő                                                                  | Elődöntő  | Döntő | Döntő                                                                     | Döntő     | Helyezés |
| Versenyző                                                                    | Versenyszám | Ellenfél Idő                                                    | Saját idő   | Ellenfél Idő                                                              | Saját idő | Típus | Ellenfél Idő                                                              | Saját idő | Helyezés |
| ---------------------------------------------------------------------------- | ----------- | --------------------------------------------------------------- | ----------- | ------------------------------------------------------------------------- | --------- | ----- | ------------------------------------------------------------------------- | --------- | -------- |
| Håvard Bøkko Henrik Christiansen Mikael Flygind Larsen Fredrik van der Horst | Férfi       | Dél-Korea (KOR) · Ha Hongszon · I Csongu · I Szunghun · 3:43,69 | 3:43,66     | Kanada (CAN) · Mathieu Giroux · Lucas Makowsky · Denny Morrison · 3:42,22 | 3:43,44   | B     | Hollandia (NED) · Jan Blokhuijsen · Sven Kramer · Simon Kuipers · 3:39,95 | 3:40,50   | 4.       |

## Jégkorong

### Férfi
| Norvég nemzeti férfi jégkorongcsapat-játékoskeret | Norvég nemzeti férfi jégkorongcsapat-játékoskeret | Norvég nemzeti férfi jégkorongcsapat-játékoskeret | Norvég nemzeti férfi jégkorongcsapat-játékoskeret | Norvég nemzeti férfi jégkorongcsapat-játékoskeret | Norvég nemzeti férfi jégkorongcsapat-játékoskeret | Norvég nemzeti férfi jégkorongcsapat-játékoskeret |
| #                                                 | Név                                               | Poszt                                             | Magasság                                          | Súly                                              | Kor                                               | Klub                                              |
| ------------------------------------------------- | ------------------------------------------------- | ------------------------------------------------- | ------------------------------------------------- | ------------------------------------------------- | ------------------------------------------------- | ------------------------------------------------- |
| 30                                                | Ruben Smith                                       | K                                                 | 182 cm                                            | 75 kg                                             | 1984. április 15. (25 évesen)                     | Storhamar Dragons                                 |
| 33                                                | Pål Grotnes                                       | K                                                 | 188 cm                                            | 86 kg                                             | 1977. március 7. (32 évesen)                      | Stjernen                                          |
| 34                                                | André Lysenstøen                                  | K                                                 | 194 cm                                            | 112 kg                                            | 1988. október 27. (21 évesen)                     | HeKi                                              |
| 5                                                 | Juha Kaunismäki                                   | V                                                 | 187 cm                                            | 88 kg                                             | 1979. május 6. (30 évesen)                        | Stavanger Oilers                                  |
| 6                                                 | Jonas Holøs                                       | V                                                 | 180 cm                                            | 88 kg                                             | 1987. augusztus 27. (22 évesen)                   | Färjestad                                         |
| 7                                                 | Tommy Jakobsen C                                  | V                                                 | 173 cm                                            | 83 kg                                             | 1970. december 10. (39 évesen)                    | Lørenskog                                         |
| 23                                                | Mats Trygg A                                      | V                                                 | 178 cm                                            | 82 kg                                             | 1976. június 1. (33 évesen)                       | Kölner Haie                                       |
| 36                                                | Lars Erik Lund                                    | V                                                 | 188 cm                                            | 95 kg                                             | 1974. július 25. (35 évesen)                      | Vålerenga                                         |
| 47                                                | Alexander Bonsaksen                               | V                                                 | 181 cm                                            | 83 kg                                             | 1987. január 24. (23 évesen)                      | Modo                                              |
| 55                                                | Ole-Kristian Tollefsen                            | V                                                 | 188 cm                                            | 96 kg                                             | 1984. március 29. (25 évesen)                     | Grand Rapids Griffins                             |
| 8                                                 | Mads Hansen A                                     | T                                                 | 183 cm                                            | 90 kg                                             | 1978. szeptember 16. (31 évesen)                  | Brynäs                                            |
| 9                                                 | Marius Holtet                                     | T                                                 | 183 cm                                            | 81 kg                                             | 1984. augusztus 31. (25 évesen)                   | Färjestad                                         |
| 10                                                | Lars Erik Spets                                   | T                                                 | 178 cm                                            | 82 kg                                             | 1985. április 2. (24 évesen)                      | Vålerenga                                         |
| 19                                                | Per-Åge Skrøder                                   | T                                                 | 180 cm                                            | 92 kg                                             | 1978. augusztus 4. (31 évesen)                    | Modo                                              |
| 20                                                | Anders Bastiansen                                 | T                                                 | 188 cm                                            | 97 kg                                             | 1980. október 31. (29 évesen)                     | Färjestad                                         |
| 22                                                | Martin Røymark                                    | T                                                 | 184 cm                                            | 86 kg                                             | 1986. november 10. (23 évesen)                    | Frölunda                                          |
| 26                                                | Kristian Forsberg                                 | T                                                 | 183 cm                                            | 86 kg                                             | 1986. május 5. (23 évesen)                        | Modo                                              |
| 29                                                | Tore Vikingstad                                   | T                                                 | 191 cm                                            | 93 kg                                             | 1975. október 8. (34 évesen)                      | Hannover Scorpions                                |
| 35                                                | Martin Laumann Ylven                              | T                                                 | 190 cm                                            | 92 kg                                             | 1988. december 22. (21 évesen)                    | Linkoping                                         |
| 41                                                | Patrick Thoresen                                  | T                                                 | 180 cm                                            | 85 kg                                             | 1983. november 7. (26 évesen)                     | Salavat Yulaev Ufa                                |
| 42                                                | Jonas Solberg Andersen                            | T                                                 | 184 cm                                            | 85 kg                                             | 1981. március 8. (28 évesen)                      | Sparta Warriors                                   |
| 46                                                | Mathis Olimb                                      | T                                                 | 179 cm                                            | 79 kg                                             | 1986. február 1. (24 évesen)                      | Frölunda                                          |
| 48                                                | Mats Zuccarello Aasen                             | T                                                 | 170 cm                                            | 73 kg                                             | 1987. szeptember 1. (22 évesen)                   | Modo                                              |
| Vezetőedző: Roy Johansen                          | Vezetőedző: Roy Johansen                          | Vezetőedző: Roy Johansen                          | Vezetőedző: Roy Johansen                          | Vezetőedző: Roy Johansen                          | 1960. április 27. (49 évesen)                     | 1960. április 27. (49 évesen)                     |

- Posztok rövidítései: K – Kapus, V – Védő, T – Támadó
- Kor: 2010. február 16-i kora

#### Eredmények
Csoportkör
A csoport
| Csapat                 | M | Gy | HGy | HV | V | G+ | G- | Gk  | P |
| ---------------------- | - | -- | --- | -- | - | -- | -- | --- | - |
| Egyesült Államok (USA) | 3 | 3  | 0   | 0  | 0 | 14 | 5  | +9  | 9 |
| Kanada (CAN)           | 3 | 1  | 1   | 0  | 1 | 14 | 7  | +7  | 5 |
| Svájc (SUI)            | 3 | 0  | 1   | 1  | 1 | 8  | 10 | –2  | 3 |
| Norvégia (NOR)         | 3 | 0  | 0   | 1  | 2 | 5  | 19 | –14 | 1 |

| 2010. február 16. 16:30 | Kanada (CAN) | 8–0 (0–0, 3–0, 5–0) | Norvégia (NOR) | Canada Hockey Place, Vancouver Nézőszám: 16 652 |

| Jegyzőkönyv | Jegyzőkönyv    | Jegyzőkönyv | Jegyzőkönyv                                        | Jegyzőkönyv                                |
| --- | -------------- | ----------- | -------------------------------------------------- | ------------------------------------------ |
| | Roberto Luongo | Kapusok     | Pål Grotnes (le 44:29) André Lysenstøen (be 44:29) | Játékvezetők: Jyri Rönn Christopher Rooney |
| \| Iginla (Crosby, Doughty) (PP) – 22:30 \| 1–0 \| \| \| Heatley (Pronger, Thornton) – 24:27 \| 2–0 \| \| \| Richards (Bergeron, Weber) – 33:06 \| 3–0 \| \| \| Getzlaf (Niedermayer, Toews) – 44:29 \| 4–0 \| \| \| Heatley (Marleau, Boyle) – 46:43 \| 5–0 \| \| \| Iginla (Nash, Crosby) – 47:36 \| 6–0 \| \| \| Perry (Staal, Boyle) – 51:03 \| 7–0 \| \| \| Iginla (Nash, Crosby) – 58:11 \| 8–0 \| \| |                |             |                                                    | Játékvezetők: Jyri Rönn Christopher Rooney |
| 10 perc | Büntetések     | 12 perc     |                                                    | Játékvezetők: Jyri Rönn Christopher Rooney |
| 42 | Lövések        | 15          |                                                    | Játékvezetők: Jyri Rönn Christopher Rooney |
| Iginla (Crosby, Doughty) (PP) – 22:30 | 1–0            |             |                                                    | Játékvezetők: Jyri Rönn Christopher Rooney |
| Heatley (Pronger, Thornton) – 24:27 | 2–0            |             |                                                    | Játékvezetők: Jyri Rönn Christopher Rooney |
| Richards (Bergeron, Weber) – 33:06 | 3–0            |             |                                                    | Játékvezetők: Jyri Rönn Christopher Rooney |
| Getzlaf (Niedermayer, Toews) – 44:29 | 4–0            |             |                                                    |                                            |
| Heatley (Marleau, Boyle) – 46:43 | 5–0            |             |                                                    |                                            |
| Iginla (Nash, Crosby) – 47:36 | 6–0            |             |                                                    |                                            |
| Perry (Staal, Boyle) – 51:03 | 7–0            |             |                                                    |                                            |
| Iginla (Nash, Crosby) – 58:11 | 8–0            |             |                                                    |                                            |

| 2010. február 18. 12:00 | Egyesült Államok (USA) | 6–1 (2–0, 1–1, 3–0) | Norvégia (NOR) | Canada Hockey Place, Vancouver Nézőszám: 16 710 |

| Jegyzőkönyv | Jegyzőkönyv | Jegyzőkönyv         | Jegyzőkönyv | Jegyzőkönyv                               |
| --- | ----------- | ------------------- | ----------- | ----------------------------------------- |
| | Ryan Miller | Kapusok             | Pål Grotnes | Játékvezetők: Marc Joannette Guy Pellerin |
| \| Kessel (Pavelski, Malone) – 02:39 \| 1–0 \| \| \| Drury (Callahan, Backes) – 13:04 \| 2–0 \| \| \| Kane (Parise) – 25:52 \| 3–0 \| \| \| \| 3–1 \| 28:37 – Holtet (SH) \| \| Malone (J. Johnson, Miller) – 54:19 \| 4–1 \| \| \| Rafalski (Parise, Kessel) (PP) – 57:00 \| 5–1 \| \| \| Rafalski (Suter, Pavelski) – 59:23 \| 6–1 \| \| |             |                     |             | Játékvezetők: Marc Joannette Guy Pellerin |
| 4 perc | Büntetések  | 10 perc             |             | Játékvezetők: Marc Joannette Guy Pellerin |
| 39 | Lövések     | 11                  |             | Játékvezetők: Marc Joannette Guy Pellerin |
| Kessel (Pavelski, Malone) – 02:39 | 1–0         |                     |             | Játékvezetők: Marc Joannette Guy Pellerin |
| Drury (Callahan, Backes) – 13:04 | 2–0         |                     |             | Játékvezetők: Marc Joannette Guy Pellerin |
| Kane (Parise) – 25:52 | 3–0         |                     |             | Játékvezetők: Marc Joannette Guy Pellerin |
| | 3–1         | 28:37 – Holtet (SH) |             |                                           |
| Malone (J. Johnson, Miller) – 54:19 | 4–1         |                     |             |                                           |
| Rafalski (Parise, Kessel) (PP) – 57:00 | 5–1         |                     |             |                                           |
| Rafalski (Suter, Pavelski) – 59:23 | 6–1         |                     |             |                                           |

| 2010. február 20. 12:00 | Norvégia (NOR) | 4–5 (h.u.) (1–1, 2–2, 1–1) (h.u.: 0–1) | Svájc (SUI) | Canada Hockey Place, Vancouver Nézőszám: 16 952 |

| Jegyzőkönyv | Jegyzőkönyv | Jegyzőkönyv                               | Jegyzőkönyv  | Jegyzőkönyv                              |
| --- | ----------- | ----------------------------------------- | ------------ | ---------------------------------------- |
| | Pål Grotnes | Kapusok                                   | Jonas Hiller | Játékvezetők: Paul Devorski Ország Péter |
| \| \| 0–1 \| 01:03 – Sprunger (Domenichelli, Sannitz) \| \| Vikingstad (Thoresen, Jakobsen) – 12:21 \| 1–1 \| \| \| Hansen (Thoresen) (PP) – 25:24 \| 2–1 \| \| \| \| 2–2 \| 29:15 – Wick (Seger, Plüss) \| \| \| 2–3 \| 35:42 – Sannitz (Seger, Wick) \| \| Vikingstad (Zuccarello Aasen, Olimb) – 38:46 \| 3–3 \| \| \| \| 3–4 \| 49:56 – Blindenbacher (Wick, Streit) (PP) \| \| Vikingstad (Thoresen) – 52:18 \| 4–4 \| \| \| \| 4–5 \| 62:28 – Lemm (Jeannin) \| |             |                                           |              | Játékvezetők: Paul Devorski Ország Péter |
| 4 perc | Büntetések  | 10 perc                                   |              | Játékvezetők: Paul Devorski Ország Péter |
| 23 | Lövések     | 38                                        |              | Játékvezetők: Paul Devorski Ország Péter |
| | 0–1         | 01:03 – Sprunger (Domenichelli, Sannitz)  |              | Játékvezetők: Paul Devorski Ország Péter |
| Vikingstad (Thoresen, Jakobsen) – 12:21 | 1–1         |                                           |              | Játékvezetők: Paul Devorski Ország Péter |
| Hansen (Thoresen) (PP) – 25:24 | 2–1         |                                           |              | Játékvezetők: Paul Devorski Ország Péter |
| | 2–2         | 29:15 – Wick (Seger, Plüss)               |              |                                          |
| | 2–3         | 35:42 – Sannitz (Seger, Wick)             |              |                                          |
| Vikingstad (Zuccarello Aasen, Olimb) – 38:46 | 3–3         |                                           |              |                                          |
| | 3–4         | 49:56 – Blindenbacher (Wick, Streit) (PP) |              |                                          |
| Vikingstad (Thoresen) – 52:18 | 4–4         |                                           |              |                                          |
| | 4–5         | 62:28 – Lemm (Jeannin)                    |              |                                          |

Rájátszás a negyeddöntőbe jutásért
| 2010. február 23. 21:00 | Szlovákia (SVK) | 4–3 (3–1, 0–2, 1–0) | Norvégia (NOR) | Canada Hockey Place, Vancouver Nézőszám: 17 583 |

| Jegyzőkönyv | Jegyzőkönyv    | Jegyzőkönyv                                     | Jegyzőkönyv | Jegyzőkönyv                                      |
| --- | -------------- | ----------------------------------------------- | ----------- | ------------------------------------------------ |
| | Jaroslav Halák | Kapusok                                         | Pål Grotnes | Játékvezetők: Vjacseszlav Bulanov Marc Joannette |
| \| Handzuš (Gáborík, Mari. Hossa) (PP) – 07:03 \| 1–0 \| \| \| Gáborík (Demitra, Chára) (PP) – 10:12 \| 2–0 \| \| \| \| 2–1 \| 18:06 – Zuccarello Aasen (Holøs) \| \| Zedník (Stümpel, Pálffy) (PP) – 18:52 \| 3–1 \| \| \| \| 3–2 \| 27:27 – Vikingstad (Thoresen, Zuccarello Aasen) \| \| \| 3–3 \| 39:59 – Bastiansen (Olimb, Thoresen) \| \| Šatan (Višňovský, Zedník) – 48:41 \| 4–3 \| \| |                |                                                 |             | Játékvezetők: Vjacseszlav Bulanov Marc Joannette |
| 2 perc | Büntetések     | 29 perc                                         |             | Játékvezetők: Vjacseszlav Bulanov Marc Joannette |
| 40 | Lövések        | 19                                              |             | Játékvezetők: Vjacseszlav Bulanov Marc Joannette |
| Handzuš (Gáborík, Mari. Hossa) (PP) – 07:03 | 1–0            |                                                 |             | Játékvezetők: Vjacseszlav Bulanov Marc Joannette |
| Gáborík (Demitra, Chára) (PP) – 10:12 | 2–0            |                                                 |             | Játékvezetők: Vjacseszlav Bulanov Marc Joannette |
| | 2–1            | 18:06 – Zuccarello Aasen (Holøs)                |             | Játékvezetők: Vjacseszlav Bulanov Marc Joannette |
| Zedník (Stümpel, Pálffy) (PP) – 18:52 | 3–1            |                                                 |             |                                                  |
| | 3–2            | 27:27 – Vikingstad (Thoresen, Zuccarello Aasen) |             |                                                  |
| | 3–3            | 39:59 – Bastiansen (Olimb, Thoresen)            |             |                                                  |
| Šatan (Višňovský, Zedník) – 48:41 | 4–3            |                                                 |             |                                                  |

| Csapat         | Helyezés |
| -------------- | -------- |
| Norvégia (NOR) | 10.      |

## Síakrobatika
Krossz
| Versenyző          | Versenyszám | Selejtező | Selejtező | Nyolcaddöntő  | Negyeddöntő | Elődöntő | Döntő       | Helyezés |
| Versenyző          | Versenyszám | Idő       | Hely.     | Nyolcaddöntő  | Negyeddöntő | Elődöntő | Döntő       | Helyezés |
| ------------------ | ----------- | --------- | --------- | ------------- | ----------- | -------- | ----------- | -------- |
| Audun Grønvold     | Férfi       | 1:13,23   | 5.        | 1.            | 1.          | 1.       | 3.          |          |
| Anders Rekdal      | Férfi       | 1:14,17   | 17.       | nem ért célba | kiesett     | kiesett  | kiesett     | 22.      |
| Hedda Berntsen     | Női         | 1:17,96   | 5.        | 1.            | 1.          | 1.       | 2.          |          |
| Marte Høie Gjefsen | Női         | 1:19,30   | 12.       | 2.            | 3.          | kiesett  | kiesett     | 11.      |
| Julie Jensen       | Női         | 1:20,23   | 18.       | 1.            | 2.          | 4.       | Kisdöntő 4. | 8.       |
| Gro Kvinlog        | Női         | 1:21,93   | 27.       | 3.            | kiesett     | kiesett  | kiesett     | 27.      |

## Sífutás
Férfi
| Versenyző                                                                  | Versenyszám     | Selejtező | Selejtező | Negyeddöntő | Negyeddöntő | Elődöntő | Elődöntő | Döntő     | Döntő    |
| Versenyző                                                                  | Versenyszám     | Idő       | Hely.     | Idő         | Hely.       | Idő      | Hely.    | Idő       | Helyezés |
| -------------------------------------------------------------------------- | --------------- | --------- | --------- | ----------- | ----------- | -------- | -------- | --------- | -------- |
| Tord Asle Gjerdalen                                                        | 15 km           |           |           |             |             |          |          | 35:10,5   | 28.      |
| Tord Asle Gjerdalen                                                        | 30 km           |           |           |             |             |          |          | 1:17:04,5 | 19.      |
| Ronny Hafsås                                                               | 15 km           |           |           |             |             |          |          | 35:41,8   | 42.      |
| Ola Vigen Hattestad                                                        | Sprint          | 3:36,43   | 3.        | 3:37,8      | 1.          | 3:36,5   | 1.       | 3:50,0    | 4.       |
| Odd-Bjørn Hjelmeset                                                        | 50 km           |           |           |             |             |          |          | 2:06:08,3 | 17.      |
| Johan Kjølstad                                                             | Sprint          | 3:36,65   | 5.        | 3:35,3      | 3.          | 3:35,9   | 5.       | kiesett   | 9.       |
| Petter Northug, Jr.                                                        | Sprint          | 3:37,09   | 6.        | 3:34,5      | 1.          | 3:36,7   | 2.       | 3:45,5    |          |
| Petter Northug, Jr.                                                        | 15 km           |           |           |             |             |          |          | 35:39,5   | 41.      |
| Petter Northug, Jr.                                                        | 30 km           |           |           |             |             |          |          | 1:15:53,1 | 11.      |
| Petter Northug, Jr.                                                        | 50 km           |           |           |             |             |          |          | 2:05:35,5 |          |
| Øystein Pettersen                                                          | Sprint          | 3:37,34   | 7.        | 3:36,9      | 1.          | 3:34,4   | 2.       | 4:56,2    | 6.       |
| Eldar Rønning                                                              | 30 km           |           |           |             |             |          |          | 1:21:14,1 | 36.      |
| Martin Johnsrud Sundby                                                     | 15 km           |           |           |             |             |          |          | 35:26,3   | 33.      |
| Martin Johnsrud Sundby                                                     | 30 km           |           |           |             |             |          |          | 1:17:04,5 | 18.      |
| Martin Johnsrud Sundby                                                     | 50 km           |           |           |             |             |          |          | 2:05:57,7 | 15.      |
| Jens Arne Svartedal                                                        | 50 km           |           |           |             |             |          |          | 2:07:32,5 | 23.      |
| Øystein Pettersen Petter Northug                                           | Csapatsprint    | 18:48,5   | 2. D      |             |             |          |          | 19:01,0   |          |
| Martin Johnsrud Sundby Odd-Bjørn Hjelmeset Lars Berger Petter Northug, Jr. | 4 × 10 km váltó |           |           |             |             |          |          | 1:45:21,3 |          |

Női
| Versenyző                                                            | Versenyszám    | Selejtező | Selejtező | Negyeddöntő | Negyeddöntő | Elődöntő | Elődöntő | Döntő         | Döntő         |
| Versenyző                                                            | Versenyszám    | Idő       | Hely.     | Idő         | Hely.       | Idő      | Hely.    | Idő           | Helyezés      |
| -------------------------------------------------------------------- | -------------- | --------- | --------- | ----------- | ----------- | -------- | -------- | ------------- | ------------- |
| Marit Bjørgen                                                        | Sprint         | 3:38,05   | 1.        | 3:35,4      | 1.          | 3:39,3   | 1.       | 3:39,2        |               |
| Marit Bjørgen                                                        | 10 km          |           |           |             |             |          |          | 25:14,3       |               |
| Marit Bjørgen                                                        | 15 km          |           |           |             |             |          |          | 39:58,1       |               |
| Marit Bjørgen                                                        | 30 km          |           |           |             |             |          |          | 1:30:34,0     |               |
| Celine Brun-Lie                                                      | Sprint         | 3:44,71   | 8.        | 3:39,7      | 3.          | 3:40,1   | 3.       | 3:51,5        | 6.            |
| Maiken Caspersen Falla                                               | Sprint         | 3:50,23   | 28.       | 3:41,6      | 4.          | kiesett  | kiesett  | kiesett       | 20.           |
| Therese Johaug                                                       | 15 km          |           |           |             |             |          |          | 40:50,0       | 6.            |
| Therese Johaug                                                       | 30 km          |           |           |             |             |          |          | 1:32:01,3     | 7.            |
| Marthe Kristoffersen                                                 | 10 km          |           |           |             |             |          |          | 27:38,4       | 48.           |
| Marthe Kristoffersen                                                 | 30 km          |           |           |             |             |          |          | 1:34:31,5     | 20.           |
| Vibeke Skofterud                                                     | 10 km          |           |           |             |             |          |          | 26:16,3       | 22.           |
| Vibeke Skofterud                                                     | 15 km          |           |           |             |             |          |          | nem ért célba | nem ért célba |
| Kristin Størmer Steira                                               | 10 km          |           |           |             |             |          |          | 25:50,5       | 8.            |
| Kristin Størmer Steira                                               | 15 km          |           |           |             |             |          |          | 40:07,5       | 4.            |
| Kristin Størmer Steira                                               | 30 km          |           |           |             |             |          |          | 1:32:04,4     | 8.            |
| Astrid Uhrenholdt Jacobsen                                           | Sprint         | 3:45,01   | 11.       | 3:39,0      | 2.          | 3:44,2   | 3.       | kiesett       | 7.            |
| Astrid Uhrenholdt Jacobsen Celine Brun-Lie                           | Csapatsprint   | 18:47,2   | 2. D      |             |             |          |          | 18:32,8       | 5.            |
| Vibeke Skofterud Therese Johaug Kristin Størmer Steira Marit Bjørgen | 4 × 5 km váltó |           |           |             |             |          |          | 55:19,5       |               |

## Síugrás
| Versenyző                                                   | Versenyszám | Selejtező | Selejtező | 1. ugrás | 1. ugrás | 2. ugrás | 2. ugrás | Összesítés | Összesítés |
| Versenyző                                                   | Versenyszám | Pont      | Hely.     | Pont     | Hely.    | Pont     | Hely.    | Pont       | Helyezés   |
| ----------------------------------------------------------- | ----------- | --------- | --------- | -------- | -------- | -------- | -------- | ---------- | ---------- |
| Anders Bardal                                               | Normálsánc  | 122,5     | 21.       | 118,5    | 22.*     | 124,0    | 15.*     | 242,5      | 18.        |
| Anders Bardal                                               | Nagysánc    | 136,7     | 7.        | 100,7    | 24.      | 110,7    | 16.*     | 211,4      | 22.        |
| Johan Remen Evensen                                         | Nagysánc    | 137,1     | 6.        | 109,3    | 17.      | 114,3    | 14.      | 223,6      | 15.        |
| Tom Hilde                                                   | Normálsánc  | 132,0     | 10.       | 124,0    | 13.*     | 128,0    | 12.      | 252,0      | 12.*       |
| Tom Hilde                                                   | Nagysánc    | 135,7     | 8.        | 111,2    | 15.      | 116,7    | 13.      | 227,9      | 11.        |
| Anders Jacobsen                                             | Normálsánc  |           |           | 123,5    | 15.      | 133,5    | 5.*      | 257,0      | 9.         |
| Anders Jacobsen                                             | Nagysánc    |           |           | 119,4    | 9.*      | 107,0    | 21.      | 226,4      | 12.        |
| Bjørn Einar Romøren                                         | Normálsánc  |           |           | 120,5    | 19.*     | 114,5    | 27.*     | 235,0      | 23.        |
| Anders Bardal Tom Hilde Johan Remen Evensen Anders Jacobsen | Csapat      |           |           | 504,0    | 3.       | 526,3    | 3.       | 1030,3     |            |

* - egy másik versenyzővel azonos eredményt ért el

## Snowboard
Halfpipe
| Név            | Esemény | Selejtező  | Selejtező  | Selejtező  | Elődöntő   | Elődöntő   | Elődöntő | Döntő      | Döntő      | Helyezés |
| Név            | Esemény | 1. forduló | 2. forduló | Helyezés   | 1. forduló | 2. forduló | Helyezés | 1. forduló | 2. forduló | Helyezés |
| -------------- | ------- | ---------- | ---------- | ---------- | ---------- | ---------- | -------- | ---------- | ---------- | -------- |
| Fredrik Austbø | Férfi   | nem indult | nem indult | nem indult | kiesett    | kiesett    | kiesett  | kiesett    | kiesett    | kiesett  |
| Tore Holvik    | Férfi   | 23,1       | 19,6       | 16.        | kiesett    | kiesett    | kiesett  | kiesett    | kiesett    | 28.      |
| Roger Kleivdal | Férfi   | 15,7       | 18,4       | 16.        | kiesett    | kiesett    | kiesett  | kiesett    | kiesett    | 34.      |
| Ståle Sandbech | Férfi   | 9,1        | 20,1       | 14.        | kiesett    | kiesett    | kiesett  | kiesett    | kiesett    | 30.      |
| Kjersti Buaas  | Női     | 20,6       | 21,8       | 22.        | kiesett    | kiesett    | kiesett  | kiesett    | kiesett    | 22.      |
| Linn Haug      | Női     | 11,5       | 12,8       | 27.        | kiesett    | kiesett    | kiesett  | kiesett    | kiesett    | 27.      |
| Lisa Wiik      | Női     | 23,0       | 26,5       | 19.        | kiesett    | kiesett    | kiesett  | kiesett    | kiesett    | 19.      |

Snowboard cross
| Versenyző          | Versenyszám | Selejtező | Selejtező | Nyolcaddöntő | Negyeddöntő | Elődöntő | Döntő    | Helyezés |
| Versenyző          | Versenyszám | Idő       | Hely.     | Helyezés     | Helyezés    | Helyezés | Helyezés | Helyezés |
| ------------------ | ----------- | --------- | --------- | ------------ | ----------- | -------- | -------- | -------- |
| Joachim Havikhagen | Férfi       | 1:23,87   | 25.       | 3.           | kiesett     | kiesett  | kiesett  | 27.      |
| Stian Sivertzen    | Férfi       | 1:23,80   | 24.       | 4.           | kiesett     | kiesett  | kiesett  | 26.      |
| Helene Olafsen     | Női         | 1:26,94   | 5.        |              | 2.          | 1.       | 4.       | 4.       |

## Szkeleton
| Versenyző      | Versenyszám | 1. futam | 1. futam | 2. futam | 2. futam | 3. futam | 3. futam | 4. futam | 4. futam | Összesítés | Összesítés |
| Versenyző      | Versenyszám | Idő      | Hely.    | Idő      | Hely.    | Idő      | Hely.    | Idő      | Hely.    | Idő        | Helyezés   |
| -------------- | ----------- | -------- | -------- | -------- | -------- | -------- | -------- | -------- | -------- | ---------- | ---------- |
| Desirée Bjerke | Női         | 56,48    | 18.      | 55,28    | 13.      | 55,34    | 15.      | 55,26    | 16.      | 3:42,36    | 17.        |